# Дім у Бейтінґ Голлов
Дім у Бейтінґ Голлов — дебютна прозова збірка Василя Махно, яка стала переможцем конкурсу Книга року Бі-Бі-Сі в 2015

## Зміст
Дім у Бетінґ Голов (новеля)
Бруклін, 42 вулиця
Капелюх, дактилі, сливи
На автобусній
Коли на шию надівають вінок із чорнобривців
Онуфій і Титєна
Польський ровер, руська рама
Соло дрозда

## Критичні рецепції
|                 | Прозовий дебют Василя Махна читачі та критики сприйняли схвально, хоча й без бурхливого захвату. Така реакція цілком відповідає загальній стилістиці книги і вже фірмовій манері Махнової оповіді. Самозаглиблення, меланхолія, ностальгія, відсторонення – приблизно в такій тональності звучать оповідання з «Дому у Бейтінґ Голлов». |
| — Андрій Дрозда | |

|                    | Ідеальна книжка для читання середнього покоління тихими зимовими вечорами – є й гумор, є й еротика – все виписано якісно та непоспішно. Якісь із-поміж персонажів нас, вочевидь, дратуватимуть, але не більше, ніж дратували б реальні люди, з якими ми могли б зазнайомитися. |
| — Ростислав Семків | |